# Флат Рок (округ Сари, Северна Каролина)
Флат Рок (енгл. Flat Rock, Surry County) насељено је место без административног статуса у америчкој савезној држави Северна Каролина.

## Демографија
По попису из 2010. године број становника је 1.556, што је 134 (-7,9%) становника мање него 2000. године.
| Група             | 2000.         | 2010.         |
| Белци             | 1.426 (84,4%) | 1.303 (83,7%) |
| Афроамериканци    | 149 (8,8%)    | 101 (6,5%)    |
| Азијати           | 2 (0,1%)      | 8 (0,5%)      |
| Хиспаноамериканци | 93 (5,5%)     | 127 (8,2%)    |
| Укупно            | 1.690         | 1.556         |